# Kanton Alençon-3
Kanton Alençon-3 (francouzsky Canton d'Alençon-3) byl francouzský kanton v departementu Orne v regionu Dolní Normandie. Tvořilo ho osm obcí. Zrušen byl po reformě kantonů 2014.

## Obce kantonu
- Alençon (část)
- Cerisé
- Forges
- Larré
- Radon
- Semallé
- Valframbert
- Vingt-Hanaps